# Preuves (revue)
Pour les articles homonymes, voir Preuve (homonymie).
La revue Preuves (1951-1974) est une revue française anticommuniste fondée par François Bondy, ancien membre du Parti communiste français. 

## Histoire
Preuves anime le milieu intellectuel parisien avec les mardis de Preuves, rencontres politiques et intellectuelles. Parmi les plus fidèles contributeurs, se trouve Raymond Aron.

### Recomposition
Initialement vilipendée par la gauche française, Preuves devient de 1955 à 1965 une revue prisée par tous les intellectuels, y compris les ex-communistes. Ce déplacement s'effectue en raison de la qualité littéraire de la revue, très ouverte sur les littératures européennes, ainsi qu'en raison de la répression qui suit la révolution hongroise de 1956 et qui entraîne une recomposition politique.

## C.I.A
Elle appartient au réseau international de revues fondées par le Congrès pour la liberté de la culture, comme Cuadernos, Encounter et Das Forum. Le scandale du financement occulte du Congrès  par la CIA entraîne dans son sillage l'arrêt de Preuves,.